# Matyhita
La matyhita és un mineral de la classe dels fosfats que pertany al grup de la merrillita.

## Característiques
La matyhita és un fosfat de fórmula química Ca₁₈(Ca,□)₂Fe²⁺₂(PO₄)₁₄. Va ser aprovada com a espècie vàlida per l'Associació Mineralògica Internacional l'any 2016. Cristal·litza en el sistema trigonal. Va ser reportada com a membre de la família de la merrillita, per tant és més que probable que pertany al grup de la whitlockita. És l'anàleg de calci de la ferromerrillita, i el primer fosfat anhidre purament de calci i ferro.

## Formació i jaciments
Va ser descoberta al meteorit trobat l'any 1979 a D'Orbigny, al partido de Coronel Suaréz de la província de Buenos Aires, Argentina. En aquest mateix meteorit, una angrita de setze quilos i mig, també han estat descobertes altres dues espècies: la kuratita i la tsangpoïta. Es tracta de l'unic lloc on ha estat trobada aquesta espècie mineral.